# تونل سارایوو
تونل سارایوو (انگلیسی: Sarajevo Tunnel) (که با نام تونل نجات یا تونل امید هم شناخته می‌شود) نام تونلی است که بین ماه مارس تا ژوئن ۱۹۹۳ میلادی طی محاصره سارایوو در جنگ بوسنی توسط ارتش بوسنی برای اتصال شهر سارایوو که توسط ارتش جمهوری صرب بوسنی محاصره شده بود به خارج، حفر شد.
این تونل هشتصد و پنجاه متر طول، یک متر و سی سانتی‌متر عرض و یک متر و هفتاد سانتی‌متر ارتفاع دارد و منطقه دوبرینیا را از زیر باند فرودگاه سارایوو به منطقه دونی کتراتس در خارج از محدوده محاصره وصل می‌کرد.
در مدت بیش از هزار روز محاصره سارایوو کار انتقال غذا، سوخت، مهمات، دارو و مجروحین از طریق این کانال صورت می‌گرفت.
امروزه تونل سارایوو به یکی از اصلی‌ترین جاذبه‌های گردشگری شهر سارایوو پایتخت کشور بوسنی و هرزگوین تبدیل شده‌است و روزانه صدها نفر از آن بازدید می‌کنند

## تاریخچه
در بهار ۱۹۹۲زمانی که نیروهای صربی، پایتخت بوسنی هرزگوین یعنی سارایوو را محاصره کرده و با آتش توپخانه و تک تیراندازها شروع به بمباران شهر نمودند، سیصد هزار نفر از شهروندان در محدودهٔ شهر به دام افتادند. صرب‌ها تمام جاده‌های دسترسی به شهر را مسدود کرده و از ورود مواد غذایی و دارو به شهر جلوگیری می‌کردند. آنها همچنین آب آشامیدنی، الکتریسیته و گرمایش شهر را نیز قطع کردند.
آن طرف فرودگاه، خاک بوسنی و آزادی قرار داشت. اما شهروندان سارایوویی نمی‌توانستند به فرودگاه قدم بگذارند (فرودگاه مکانی بی‌طرف تحت حمایت سازمان ملل متحد بود) و پس از آن شهر به سمت حومهٔ مجاور Butmir امتداد پیدا می‌کرد. دورتادور شهر تک تیراندازهای صربی در موقعیت‌های خود قرار گرفته و خیابانی را که به فرودگاه منتهی می‌شد زیر نظر داشتند. آنها در چشمی تفنگ‌های خود هر گونه حرکتی را زیر نظر داشته و از کشیدن ماشه دریغ نمی‌کردند. در این خیابان بیش از ۲۰۰ نفر کشته و هزار نفر نیز زخمی شدند که همین موضوع باعث شد نام آن به «خیابان تک تیرانداز» تغییر کند.
در این میان یک مهندس عمران بوسنیایی، نقشه‌هایی برای ساخت تونلی کشید که از حومهٔ Dobrinja (داخل خطوط محاصرهٔ صرب‌ها) آغاز شده، از زیر خط محاصرهٔ صرب‌ها عبور کرده و در نهایت به حومهٔ Butmir می‌رسید که در آن نیروهای بوسنیایی حضور داشتند.
ساخت تونل در ژوئن ۱۹۹۳ آغاز شد و ۶ ماه ادامه پیدا کرد. کارگران در شیفت‌های ۸ ساعته کار می‌کردند و کار حفر تونل از هر دو سمت با بیل و کلنگ آغاز شد تا اینکه از هر دو طرف به مرکز یعنی جایی زیر باند فرودگاه سارایوو رسیدند. در اصل این عملیات توسط مردان ارتش بوسنی آغاز شد اما بعدها معدنچیان از مرکز بوسنی نیز به این محل آورده شدند. دستمزد این مردان با سیگار بود، روزی یک پاکت! سیگار در آن موقعیت مکانی و زمانی نایاب و گران بود و در معاملهٔ پایاپای بسیار ارزشمند تلقی می‌شد.
تونل در نزدیکی فرودگاه وارد یک خانهٔ معمولی می‌شد که به مردی به نام Bajro Kolar تعلق داشت. ورودی دیگر در Dobrinja داخل گاراژ یک ساختمان پنهان بود. هر روز بین ۳۰۰۰ تا ۴۰۰۰ نفر و سی تن کالاهای مختلف از این تونل عبور می‌کردند. در آغاز حمل کالاها به صورت دستی یا بر روی دوش سربازان انجام می‌شد تا زمانی که یک مسیر ریلی در این تونل قرار گرفت و روی آن واگن‌هایی قرار داده شد که مردها آنها را هل می‌دادند. در نهایت در این مسیر کابل‌های برق و خط تلفن جاسازی شد. یک پمپ الکتریکی آب جمع شده در تونل را که گاهی تا کمر می‌رسید به بیرون پمپاژ می‌کرد. ارتفاع تونل ۵ فوت بوده و هوای درون آن کهنه و متعفن بود به شکلی که همگان مجبور می‌شدند در آن از ماسک استفاده کنند.

## نگارخانه

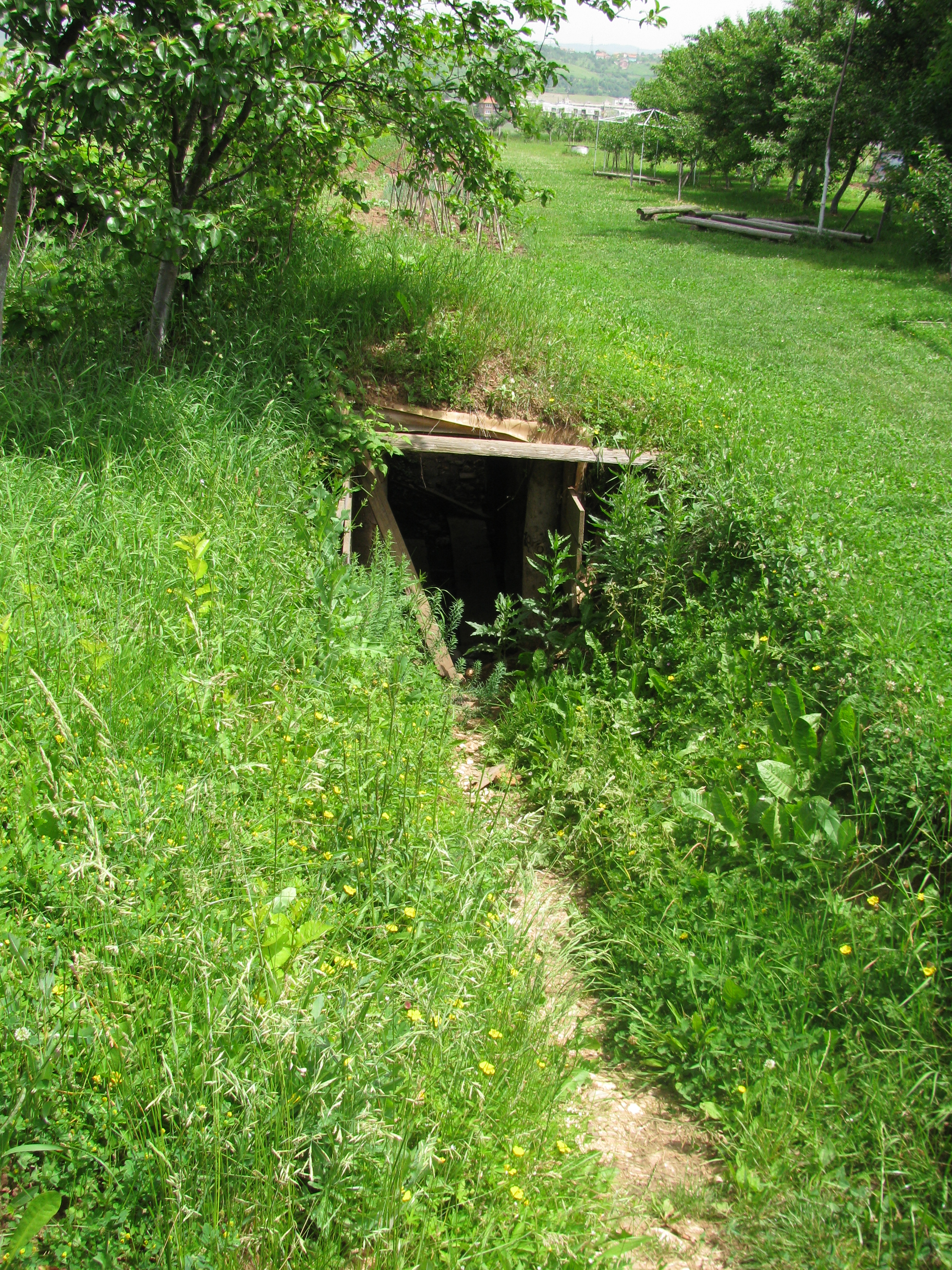
جنوب تونل سارایوو
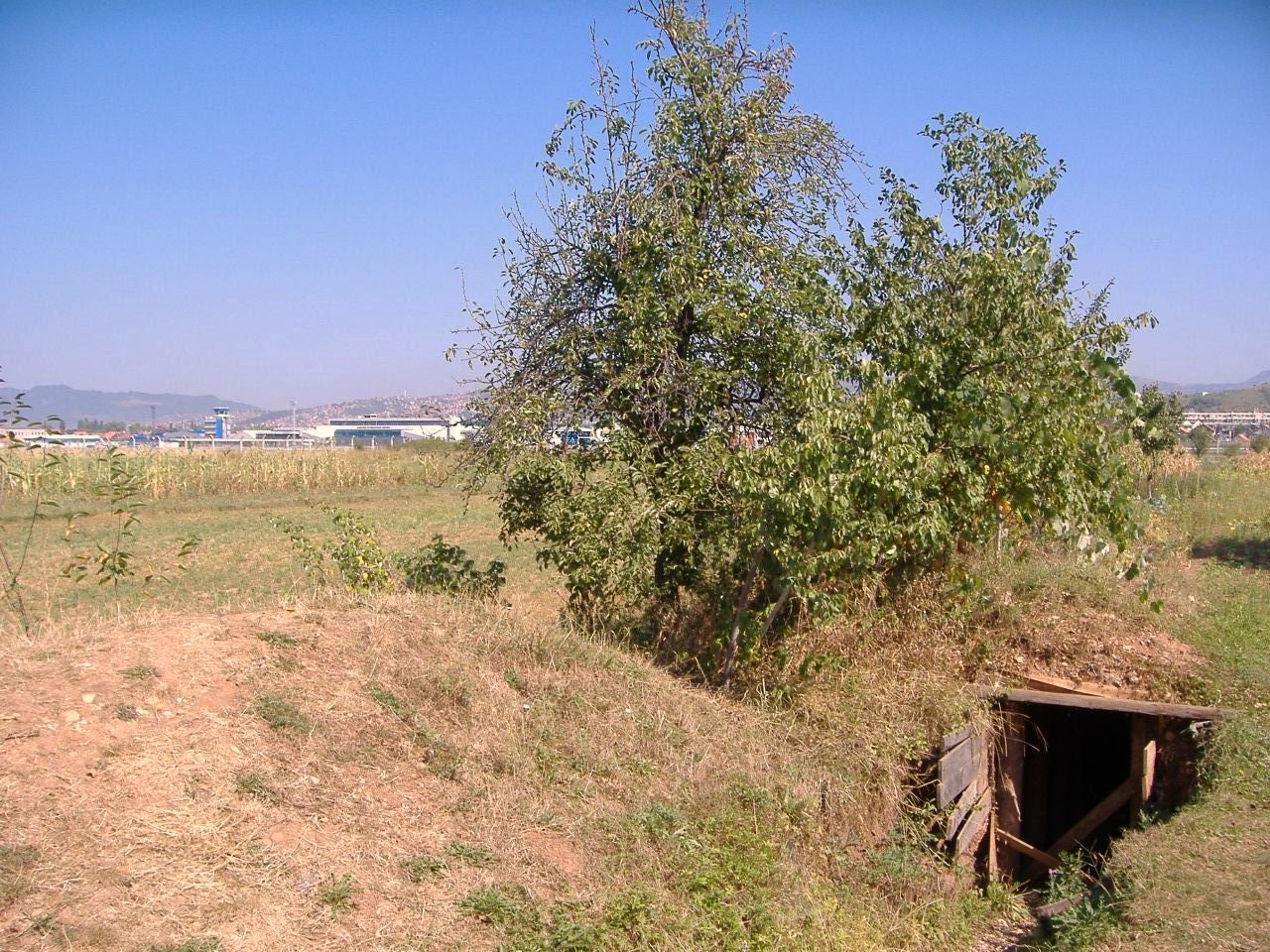
جنوب تونل سارایوو
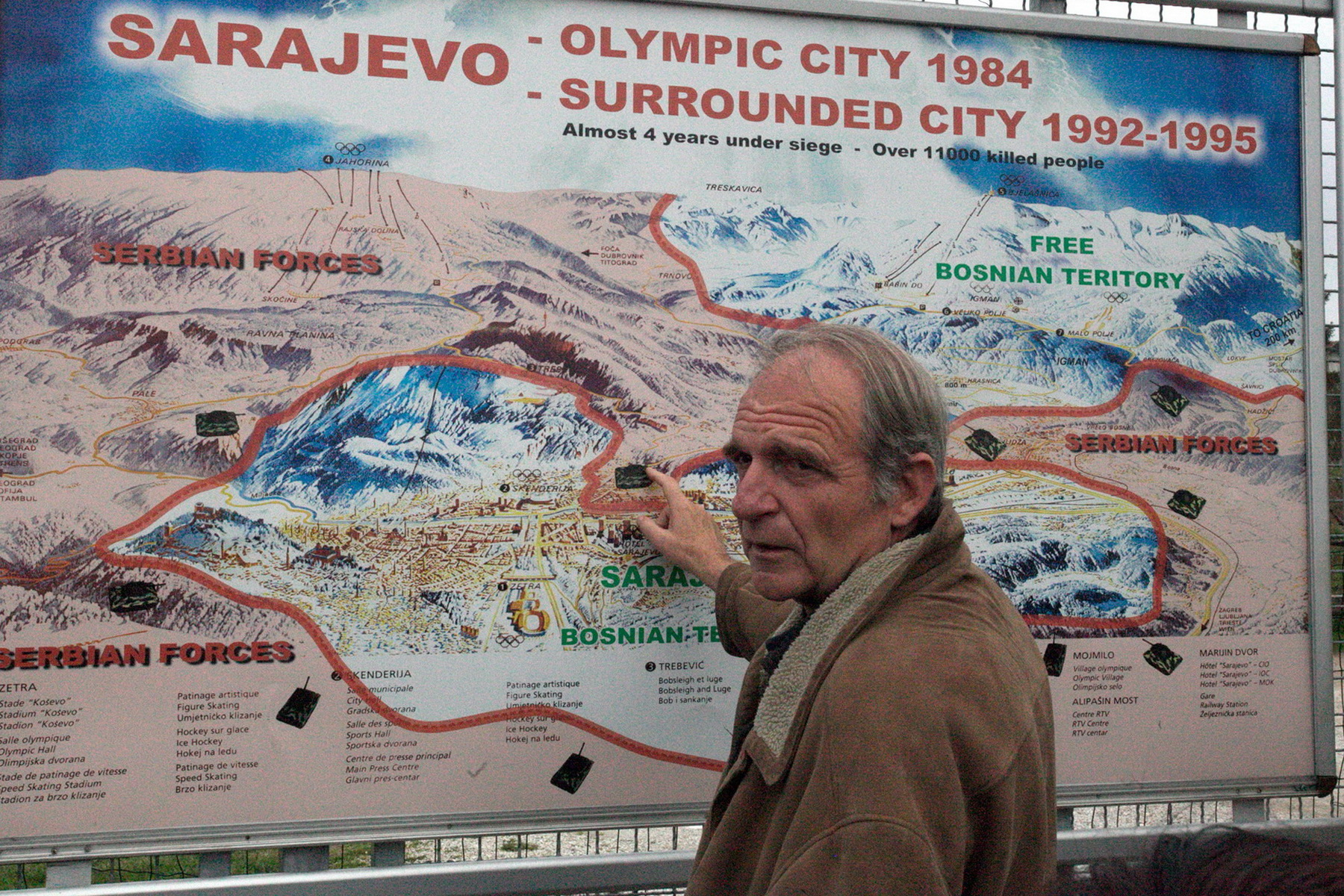
اطراف تونل سارایوو
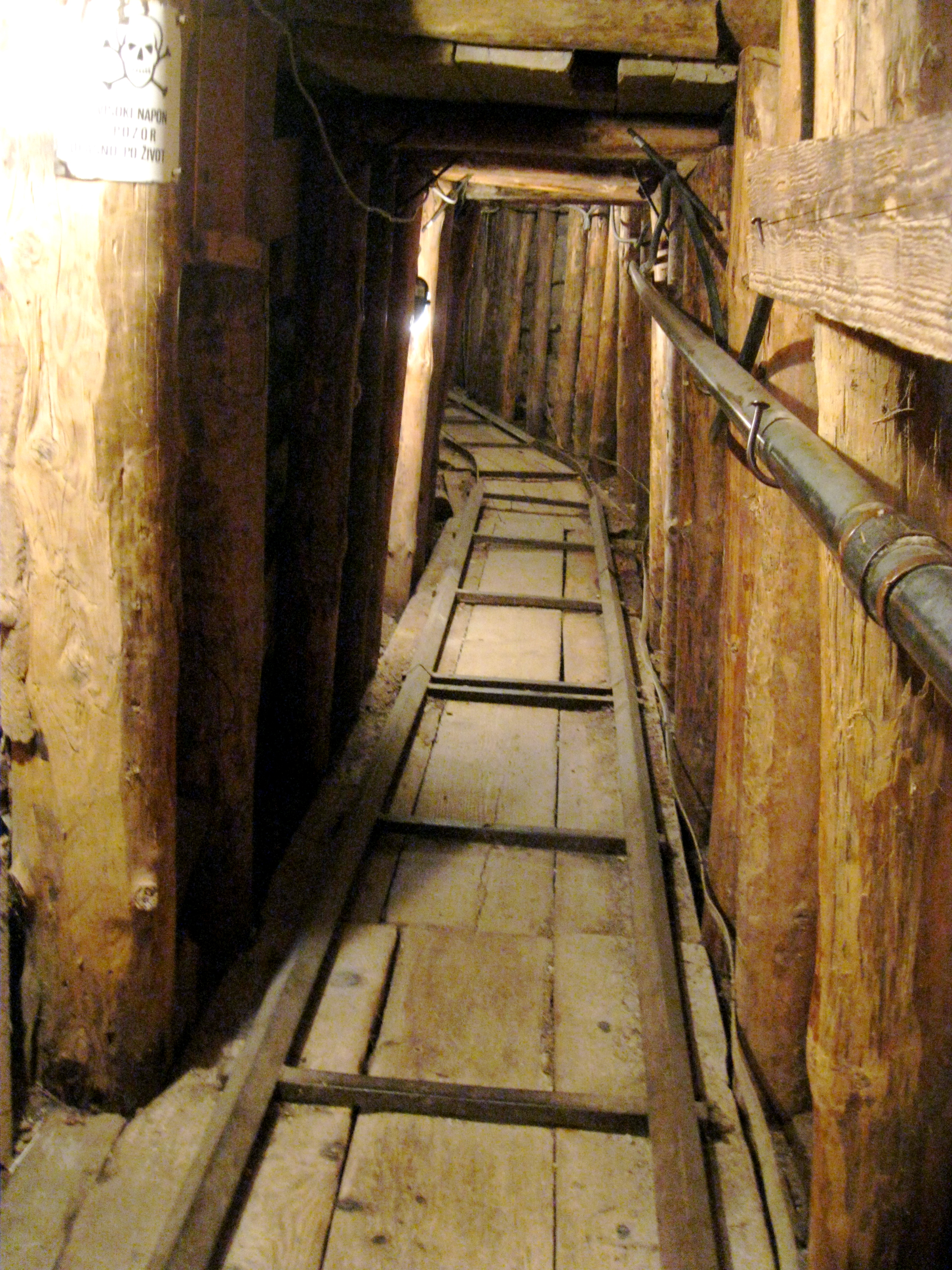
تونل سارایوو
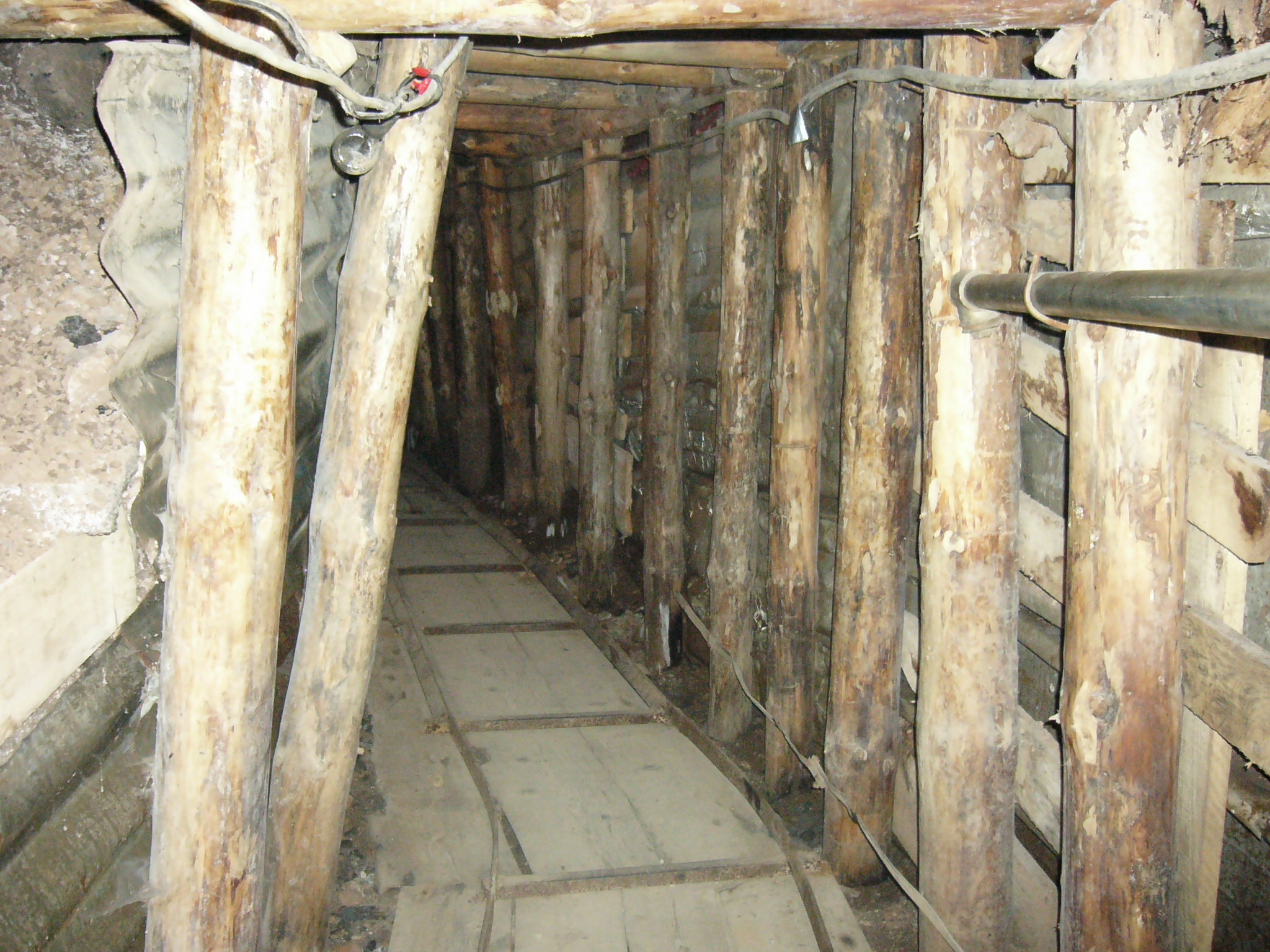
تونل سارایوو
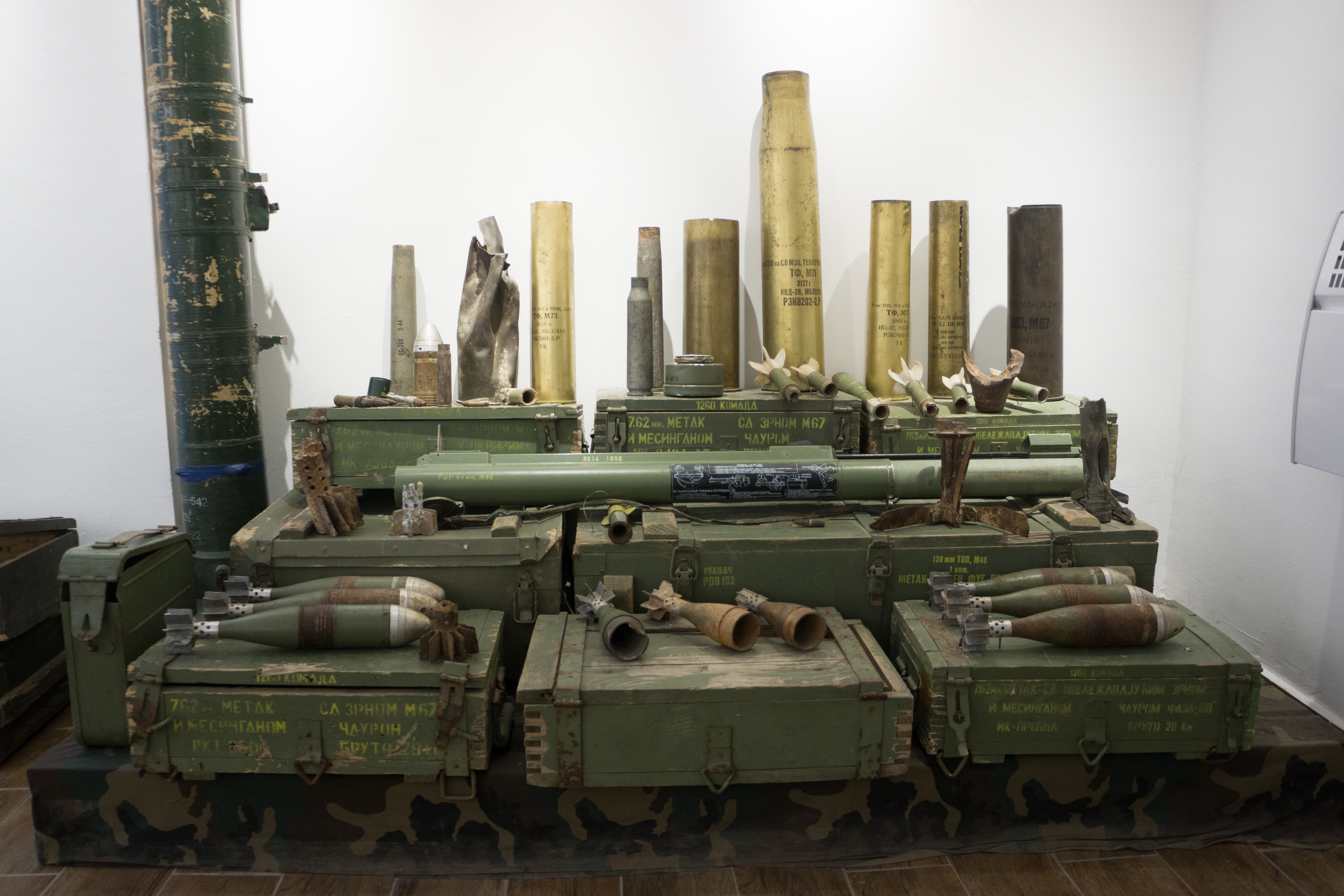
سلاح‌های مورد استفاده در زمان محاصره